# Bernart de Ventadorn
Bernart de Ventadorn (¿Ventadorn? (Limosín) circa 1125/1145-Monasterio de Dalon, c. 1180/1190), también conocido como Bernart de Ventadour y Bernard de Ventadorn, fue un popular trovador, compositor y poeta provenzal. Es probablemente el trovador más conocido del estilo llamado trobar leu.

## Biografía
Según el trovador Uc de Sant-Circ (1217-1253), Bernart fue posiblemente hijo de un panadero del castillo de Ventadour (Ventadorn) en Corresa, en el Lemosín francés. Otra fuente, un poema satírico escrito por un contemporáneo más joven, Peire d'Alvernha, indica que era hijo de un criado, un soldado o un panadero, y su madre también era criada o panadera. Víctor Balaguer, por su parte, informa que «era hijo de un fogonero del castillo de Ventadorn.»
Según el poema juvenil de Ventadorn, Lo tempus vai e ven e vire, muy probablemente aprendió el arte de cantar y de escribir de su protector, el vizconde Ebles III de Ventadorn. Compuso sus primeros poemas a la esposa de su señor, Margarita de Turenne. El vizconde, enterado de ello, la encerró en una torre y despidió del castillo «al trovador Bernardo de Ventadorn».
Forzado a abandonar Ventadour tras estos amoríos con Margarita, viajó a Montluçon, donde «fue el amante de la vizcondesa Inés de Montluzó, su señora, a la que inmortalizó en sus versos con el nombre de Belvezer.»
De aquí pasó a Tolosa, y siguió posteriormente a Leonor de Aquitania a Inglaterra y a la corte de los Plantagenet; la evidencia para esta vinculación y estos recorridos viene principalmente de sus propios poemas. Posteriormente Bernart volvió a Toulouse, en donde Raimundo de Tolosa, lo empleó; después fue a Dordogne, donde entró al monasterio cisterciense de Dalon. Muy probablemente murió allí.

## Legado
Bernart es único entre los compositores seculares del siglo XII por la cantidad de su música que ha sobrevivido: de sus 45 poemas, 18 tienen su música intacta, una circunstancia inusual para un trovador (la música de los troveros tuvo una probabilidad más alta de sobrevivir, atribuida generalmente a que ellos sobrevivieron a la cruzada albigense, que dispersó a los trovadores y destruyó muchas de sus fuentes). Su obra data probablemente entre 1147 y 1180 y escribió en provenzal. Bernart es acreditado a menudo por ser la influencia más importante en el desarrollo de la tradición de los troveros en el norte de Francia, puesto que allí lo conocían bien, sus melodías circularon extensamente y los primeros compositores troveros parecen haberlo imitado. La mayoría de sus poemas son amorosos.
Se diferencia de otros autores de la época por la manera más personal de mostrar sus sentimientos. Según recoge Víctor Balaguer es el amor la gran inspiración de los trovadores de esta época. Y cita a este trovador cuando dice: 

«No hay mejor canción que aquella que parte del corazón, y un canto no puede partir del corazón como éste no se encienda en un amor sincero y profundo. Si mis cantos aparecen perfectos, es porque mi boca, mis ojos, mi corazón, mi ingenio, pertenecen al amor.»
Bernardo de Ventadorn.

En el romanticismo se volvió a reivindicar su música y figura. 

## Galería

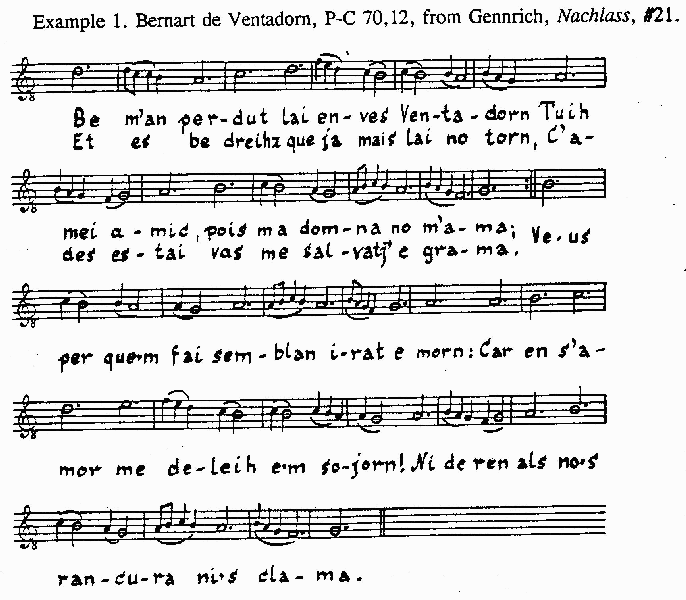
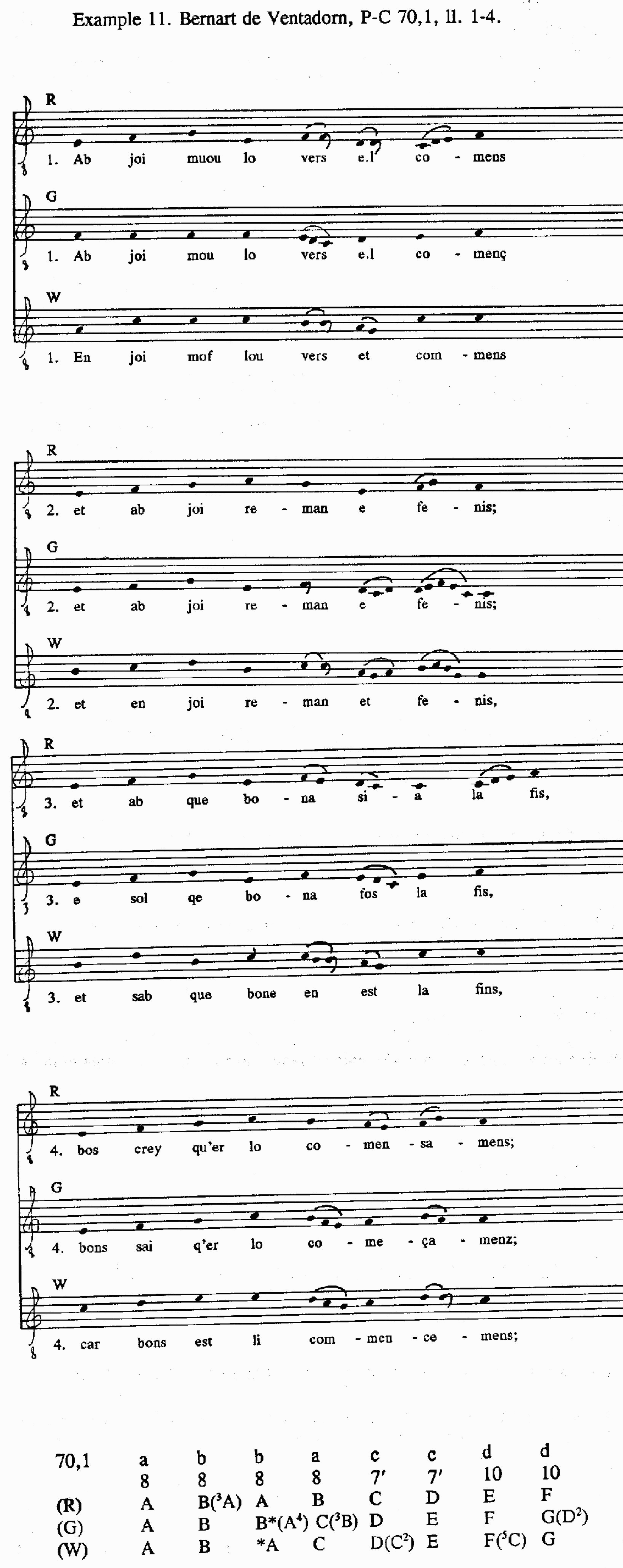
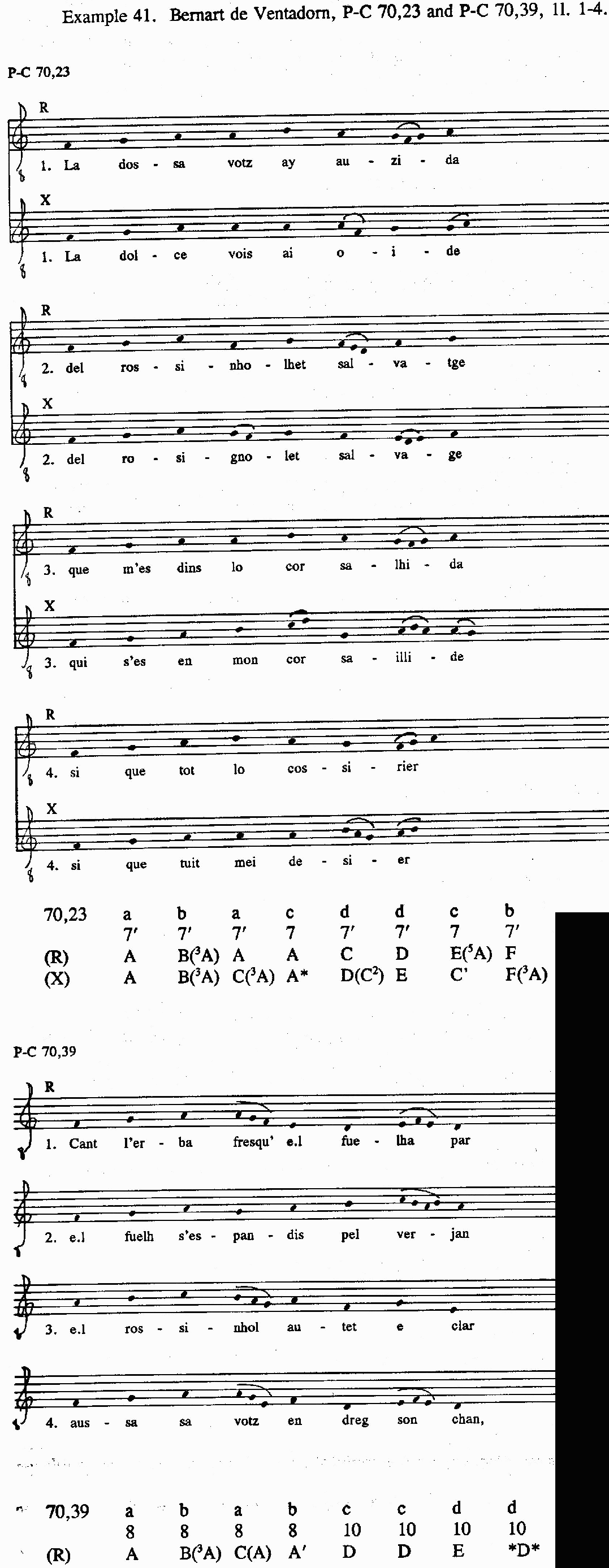